# Yang Kyoungjong
Yang Kyoungjong (3 tháng 3 năm 1920 – 7 tháng 4 năm 1992) là một người lính người Triều Tiên tham gia Thế chiến thứ hai trong tổng cộng ba lực lượng quân đội: Lục quân Đế quốc Nhật Bản, Hồng quân Liên Xô và sau cùng là Lục quân Đức Quốc xã (Wehrmacht).

## Tiểu sử
Năm 1938, ở tuổi 18, Yang bị quân địch bắt vào Đạo quân Quan Đông thuộc Lục quân Đế quốc Nhật Bản ở Mãn Châu để tham gia vào cuộc chiến tranh với Liên Xô. Trong Trận Khalkhin Gol tại Khalkhin Gol, Mông Cổ, ông bị Hồng quân Liên Xô bắt làm tù binh và đưa đến trại lao động tập trung.
Do thiếu hụt nhân lực cho cuộc chiến với Đức Quốc xã năm 1942, Hồng quân Liên Xô đã đưa ông và hàng ngàn tù binh chiến tranh khác đến mặt trận Xô-Đức. Năm 1943, trong trận chiến tại Kharkov, Ukraina, ông bị lính Đức bắt sống.
Lần thứ hai bị bắt làm tù binh, Yang tiếp tục được Lục quân Đức Quốc xã sử dụng để chiến đấu. Lần này ông được đưa sang Pháp, thuộc "Tiểu đoàn Phía Đông" (tiểu đoàn gồm các tù binh Liên Xô), Sư đoàn Bộ binh 79 (709. Infanterie-Division), đóng tại bán đảo Cotentin, Normandy, gần bãi biển Utah. Sau khi quân Đồng Minh đổ bộ lên Normandy trong Ngày-D, Yang đã bị lính dù Mỹ bắt giữ vào tháng 6 năm 1944. Lính Mỹ ban đầu tưởng ông là người Nhật mặc quân phục Đức và đã đưa ông đến trại tù binh ở Anh. Vào thời điểm này, Trung úy Robert Brewer của Trung đoàn Bộ binh 506, Sư đoàn Dù 101 báo cáo đã bắt sống được bốn người châu Á mặc quân phục Đức tại bãi biển Utah nhưng không ai có khả năng nói chuyện với họ.
Yang di cư đến Nga và sau đó là Hoa Kỳ, nơi ông đã trở thành công dân Hoa Kỳ và sống quãng đời còn lại tại Illinois cho đến năm 1992. Theo tài liệu của Zaloga, ông đã không bị trục xuất về Liên Xô trong giai đoạn 1945-1946 như hầu hết các tù binh chiến tranh còn lại của Tiểu đoàn Phía Đông.

## Tranh cãi về tính xác thực
Dựa vào câu chuyện của Yang Kyongjong, vào năm 2005, SBS đã cho phát sóng một chương trình đặc biệt "Người Triều Tiên ở Normandy" (노르망디의 코리안). Chương trình này đã tìm kiếm các số liệu, ghi chép về số tù binh Triều Tiên bị bắt sau trận Khalkhin Gol, những người châu Á đã tham gia Chiến tranh Xô-Đức thuộc Tiểu đoàn Phía Đông và bằng chứng về câu chuyện của Yang Kyongjong đã không được tìm thấy. Ngoài ra, do Yang Kyongjong từng là tù binh của Liên Xô nhưng sau đó lại gia nhập quân đội Đức sẽ được xem là phản bội, và theo một hiệp ước bí mật giữa Anh-Hoa Kỳ-Liên Xô, những tù binh của Tiểu đoàn Phía Đông sẽ bị trục xuất trở lại Liên Xô và sống quãng đời còn lại trong các trại lao động tập trung. Do đó câu chuyện của Yang theo chương trình của SBS là không có thật.

## Ảnh hưởng văn hóa đại chúng
Mặc dù còn tranh cãi về tính xác thực của câu chuyện, "Người Triều Tiên ở Normandy" là chủ đề cho nhiều tác phẩm tiểu thuyết. Bộ phim My Way do Kang Je-gyu làm đạo diễn và có sự tham gia của Jang Dong-gun lấy cảm hứng dựa trên câu chuyện của Yang Kyongjong.